# Yupiltepeque
Yupiltepeque è un comune del Guatemala facente parte del dipartimento di Jutiapa.